# Destination finale 3
Série Destination finale
Destination finale 2
(2003) Destination finale 4
(2009)
Pour plus de détails, voir Fiche technique et Distribution.
Destination finale 3 ou Destination ultime 3 au Québec (Final Destination 3) est un film américain réalisé par James Wong, sorti en 2006. Le film est le troisième opus de la saga Destination finale après Destination finale du même réalisateur en 2000 et Destination finale 2 de David Richard Ellis en 2003, ainsi que ses suites, Destination finale 4 de David Richard Ellis en 2009, Destination finale 5 de Steven Quale en 2011, et Destination finale : Bloodlines de Zach Lipovsky et Adam Stein en 2025.

## Synopsis
Wendy Christensen, son petit ami Jason Wise, sa meilleure amie Carrie Dreyer, et le petit ami de cette dernière Kevin Fischer sont dans un parc d'attractions avec leur classe de lycée. Alors qu'ils montent à bord des montagnes russes (The Devil's Flight), Wendy a de mauvais pressentiments. Elle embarque malgré tout, mais a la prémonition que les systèmes hydrauliques qui sécurisent les ceintures de sécurité et les wagons tomberont en panne pendant le trajet, tuant tout le monde à bord. Elle panique et sort de l'attraction, emmenant avec elle sept autres lycéens : Kevin, Ashley Freund, Ashlyn Halperin, Frankie Cheeks, le sportif Lewis Romero, et le couple gothique Ian McKinley et Erin Ulmer. L'accident a lieu, tuant Jason et Carrie.
Plusieurs semaines plus tard, Kevin parle à Wendy de l'explosion du vol 180, et de la mort subséquente des survivants, pensant qu'ils pourraient se trouver dans une situation similaire. Pensant que Kevin se moque d'elle, Wendy rejette sa théorie. Ashley et Ashlyn meurent dans un salon de bronzage lorsqu'une réaction en chaîne les emprisonne dans des caissons de bronzage surchauffés. Maintenant convaincus que la Mort les poursuit, Wendy et Kevin entreprennent de sauver les survivants restants en utilisant des présages cachés dans les photographies que Wendy a prises la nuit du déraillement des montagnes russes.
Frankie meurt dans un accident de camion à un drive-in, accident auquel Kevin et Wendy échappent de peu. Le lendemain, ils essaient de sauver Lewis au gymnase. Lewis ne les croit pas et se fait écraser la tête juste après par les poids de retenue d'une presse de musculation. Wendy et Kevin vont alors trouver Ian et Erin, qui travaillent dans une quincaillerie. Wendy évite à Ian d'être empalé par des planches de bois qui tombent. Erin tombe sur un pistolet à clous et se fait tirer plusieurs fois dans la tête. Wendy et Kevin sont interrogés par la police puis relâchés. Ils décident d'assurer leur propre sécurité. Alors qu'elle quitte le poste, Wendy est harcelée par Ian, qui est bouleversé par la mort d'Erin.
Wendy apprend que sa sœur Julie et une amie à elle ont également échappé à l'accident de montagnes russes. Elle et Kevin se précipitent pour les sauver. Ils empêchent Julie d'être empalée sur une herse. L'amie de Julie, Perry Malinowski, est empalée sur un mât de drapeau. Wendy sauve Kevin de l'explosion d'une bouteille de propane. Ian, désormais visiblement dérangé, reproche à Wendy la mort d'Erin et l'agresse. Wendy esquive les pétards qu'il lui lance. Cela entraîne une réaction en chaîne et la mort de Ian.
Cinq mois plus tard, Wendy a d'autres présages dans le métro avec sa colocataire Laura et son ami Sean. Alors que Wendy est sur le point de sortir de la rame, elle voit Julie y entrer et décide de rester. Plus tard, elle remarque Kevin assis à l'arrière de la rame. Pendant qu'ils parlent tous les deux, le train déraille et tout le monde à bord est tué sauf Wendy. Peu de temps après, Wendy est frappée par un autre train. Il s'avère que c'est une autre prémonition et Julie, Kevin et Wendy essaient d'arrêter le train. Le film se termine par un écran noir et le fracas métallique d'un accident.

## Fiche technique
- Titre original : Final Destination 3
- Titre français : Destination finale 3
- Titre québécois : Destination ultime 3
- Réalisation : James Wong
- Scénario : Glen Morgan et James Wong, d'après les personnages créés par Jeffrey Reddick
- Musique : Shirley Walker
- Direction artistique : Tony Wohlgemuth et Nancy Ford (non crédité)
- Décors : Mark S. Freeborn
- Costumes : Gregory Mah
- Photographie : Robert McLachlan
- Son : Steve Bartkowicz, Christian P. Minkler, Jon Taylor
- Montage : Chris G. Willingham
- Production : Glen Morgan, James Wong, Craig Perry et Warren Zide

Coproduction : Art Schaefer
Production déléguée : Toby Emmerich, Richard Brener, Matt Moore
Production associée : Sheila Hanahan
- Sociétés de production[1] : New Line Cinema, Zide/Perry Productions, Hard Eight Pictures, Matinee Pictures et Practical Pictures
  - En association avec Kumar Mobiliengesellschaft mbH & Co. Projekt Nr. 1 KG
- Sociétés de distribution[1] :
  - États-Unis : New Line Cinema
  - Canada / Québec : Alliance Atlantis Communications / Alliance Atlantis VivaFilm
  - Suisse : Fox-Warner
  - Belgique : Kinepolis Film Distribution (KFD)
  - France : Metropolitan Filmexport
- Budget : 25 millions de $[2]
- Pays d'origine :  États-Unis
- Langue originale : anglais
- Format[3] : couleur (Technicolor) (DeLuxe) - 35 mm - 2,39:1 (Cinémascope) - son DTS | Dolby Digital | SDDS
- Genre : épouvante-horreur, thriller, action, fantastique
- Durée : 93 minutes
- Dates de sortie[4] :
  - États-Unis, Canada, Québec[5] : 10 février 2006
  - France, Belgique, Suisse romande[6] : 22 mars 2006
- Classification[7] :
  -  États-Unis : Interdit aux moins de 17 ans (R – Restricted)[Note 1].
  -  France : Interdit aux moins de 12 ans avec avertissement (visa d'exploitation no 114439 délivré le 16 mars 2006)[8],[9],[Note 2] lors de sa sortie en salles et aux moins de 16 ans à la télévision.

## Distribution
- Mary Elizabeth Winstead (VF : Alexandra Garijo ; VQ : Geneviève Désilets) : Wendy Christensen
- Ryan Merriman (VF : Emmanuel Garijo ; VQ : Nicholas Savard L'Herbier) : Kevin Fischer
- Amanda Crew (VF : Karine Foviau ; VQ : Marie-Josée Normand) : Julie Christensen
- Kris Lemche (VF: Alexis Tomassian ; VQ : Hugolin Chevrette-Landesque) : Ian McKinley
- Maggie Ma : Perry Malinowski
- Alexz Johnson (VF : Noémie Orphelin ; VQ : Pascale Montreuil) : Erin Ulmer
- Texas Battle (VF : Serge Faliu ; VQ : Stéphane Brulotte) : Lewis Romero
- Sam Easton (en) (VF : Cyril Aubin ; VQ : Daniel Picard)  : Frankie Cheeks
- Chelan Simmons (VF : Dorothée Pousséo ; VQ : Éveline Gélinas) : Ashley Freund
- Crystal Lowe (VF : Christine Sireyzol; V Q : Annie Girard) : Ashlyn Halperin
- Jesse Moss (VF : Donald Reignoux ; VQ : Éric Paulhus) : Jason Wise
- Gina Holden (VF : Adeline Chetail et VQ : Kim Jalabert) : Carrie Dreyer
- Ecstasia Sanders (en) : Amber Regan
- R. David Stephens : le ministère
- Patrick Gallagher : Colquitt
- Andrew Francis : Payton
- Cory Monteith : Kahill
- Dustin Milligan : Marcus
- Tony Todd : voix du diable à la fête foraine/voix du conducteur de métro
- Agam Darshi : Laura
- Dylan Basile : Sean

## Production

### Tournage
- Dates de tournage : 21 mars 2005 au 29 juin 2005
- Lieux de tournage : Vancouver (Colombie-Britannique, Canada)

## Bande originale
- Turn Around, Look at Me de The Lettermen
- Love Rollercoaster de The Ohio Players
- Love Train de Tommy Lee
- Killing Time de Hed PE
- Queen of Apology de The Sound
- Tribal Dance de 2 Unlimited
- Blitzkrieg Bop de The Ramones
- Hundred Grand de Pete Atherton
- A.C.F. de Matt Ellis
- Turn Around, Look at Me de Matt Ellis

## Accueil

### Accueil critique
Le film a obtenu globalement des critiques très mitigées. Il recueille 43 % de critiques positives, avec un score moyen de 5.1/10 et sur la base de 116 critiques collectées, sur le site Rotten Tomatoes. Sur Metacritic, il obtient un score de 41/100, sur la base de 28 critiques collectées.

### Box-office
- Recettes mondiales : 118 890 272 $[2]
- Recettes États-Unis : 54 098 051 $[2]
- Nombre d'entrées en France : 842 875[12]
- Ventes DVD : 18 655 850 $[13]

## Distinctions
Entre 2006 et 2007, Destination finale 3 a été sélectionné 6 fois dans diverses catégories et n'a remporté aucune récompense,.

### Nominations
- Prix Fangoria Chainsaw 2006 :
  - Nombre de corps le plus élevé,
  - Les meurtres les plus excitants (pour «accident au volant»),
  - Ligne qui a tué (Meilleur Bon mot) pour Yan-Kay Crystal Lowe[Note 3].
  - FX le plus malade (Meilleur effet spécial).
- Académie des films de science-fiction, fantastique et d'horreur - Prix Saturn 2007 :
  - Meilleur film d'horreur,
  - Meilleure édition spéciale DVD (pour la version "Thrill Ride Edition").

## Anecdotes
- Au départ, le film devait être en relief et des lunettes appropriées auraient été distribuées à l'entrée des salles comme pour Spy Kids 3 : Mission 3D, Les Dents de la Mer 3, ou encore Meurtres en 3 dimensions. David Richard Ellis, réalisateur de Destination finale 2, devait en être le scénariste et le croque-mort William Bludworth, incarné par Tony Todd dans les deux premiers opus, devait y tenir un rôle majeur, apportant des réponses concernant la mort et les deux premiers volets. Kimberly Corman (Andrea Joy Cook) et Thomas Burke (Michael Landes) devaient y faire une apparition pour y mourir. Le titre de travail était d'ailleurs Destination finale 3D. Les rumeurs annonçaient également que Wendy allait être incarnée par Kelly Osbourne.
- Dès le départ, l'accident-phare du film fut prévu comme étant celui d'un roller coaster.
- Selon une rumeur persistante, tous les acteurs du film auraient passé des essais entre trois et cinq jours seulement avant les premiers coups de manivelle.
- Le réalisateur James Wong et le scénariste Glen Morgan sont déjà les auteurs du premier volet. Après la suite de David Richard Ellis, ils eurent à nouveau envie de travailler ensemble pour un épisode de la franchise. C'est ainsi que le script de Destination finale 3 : Cheating Death vit le jour.
- Les personnages de Erin Ulmer et Julie Christensen devaient initialement être incarnés respectivement par Amanda Crew et Alexz Johnson. Finalement, les rôles ont été inversés.
- L'acteur Tony Todd, présent dans les deux premiers films dans le rôle du croque-mort William Bludworth, n'apparaît pas à l'écran dans ce troisième volet. Cependant, il double la voix du Diable de l'entrée du roller coaster, ainsi que celle du conducteur du métro dans la scène finale. C'est le seul acteur présent dans les trois premiers films.
- Le numéro du train est "180", le nombre de la malédiction mortelle dans les films. Dans le troisième film, le numéro du métro dans lequel se trouvent Wendy, Kevin et Julie est "081", ce qui, lorsque Wendy le lira dans un miroir, donnera "180".
- Vanessa Anne Hudgens devait initialement incarner Julie Christensen.
- Contrairement à Destination finale 2 qui était une suite directe d'une année jour pour jour par rapport au premier film avec le retour de personnages et de multiples mentions et même liens scénaristiques, Destination finale 3, lui, ne se réfère à aucun moment aux deux premiers opus à l'exception d'une scène entre Wendy et Kevin où ce dernier lui raconte l'histoire de la tragédie du vol 180 (Destination finale) et Wendy lui montre une photo du carambolage de l'A23 (Destination finale 2). Cela dit, Wendy Christensen est la cousine de Kimberly Corman, héroïne de Destination finale 2.
- Pendant l'accident au Drive du Fast-Food qui entraine la mort de Frankie Cheeks, on peut noter que le camion qui bloque la voiture de Wendy et Kevin, est le même camion de transport d'alcool (sur lequel est écrit "Drink Responsibly") que l'on peut apercevoir dans Destination finale 2 dans les premières minutes du film, lors de la vision de l'accident de la route. Il y est même fait référence comme "signe" plus tard dans le film.
- Quand Ashley et Ashlyn sont au salon de bronzage, elles écoutent la chanson Love Rollercoaster de Ohio Players - chanson ironique dans le contexte du film puisqu'elle parle de montagnes russes.
- Il existe un bonus interactif dans le DVD : le spectateur décide des actions des personnages, ce qui peut modifier le scénario, la fin, voire réussir à sauver un des personnages.
- Pour les besoins de la première scène, les acteurs avaient effectués 30 tours de manège pour pouvoir faire des prises parfaites.
- Dans la version où l'on peut choisir le destin des personnages, on peut apprendre ce qui est arrivé aux deux derniers personnages du deuxième film.  Un article de journal nous annonce leur mort.
- Claire Rivers aurait dû apparaître dans Destination finale 3 mais en raison de fortes incohérences, Ali Larter a dû signer pour faire définitivement mourir son personnage dans le deuxième film.